# 옥스퍼드 운동

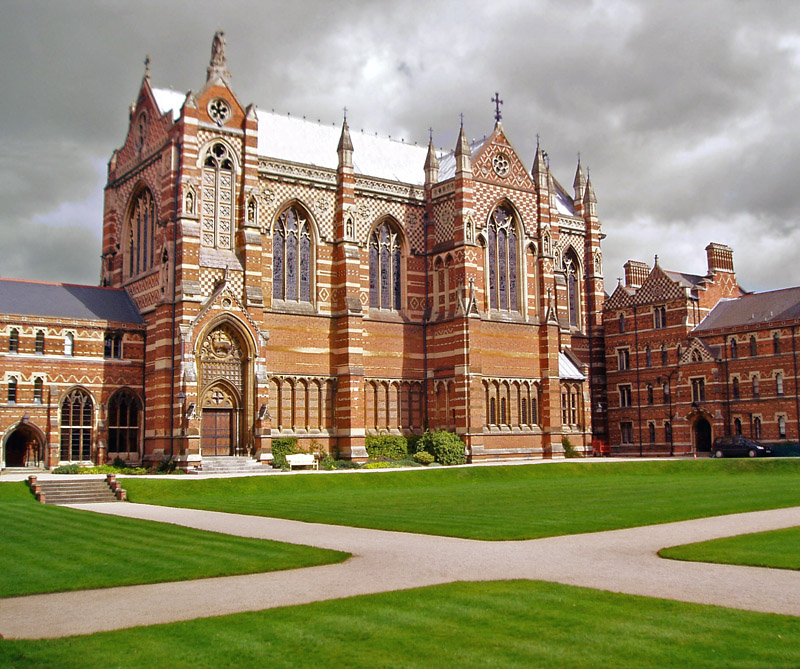

옥스퍼드 운동(Oxford Movement)은 19세기에 행해졌던  잉글랜드 성공회(영국 국교회)의 고교회(高敎會)적 운동. 현재의 성공회에 영향력을 끼친 기독교 신학 운동이다.

## 역사
종교개혁 이후 영국 국교회에는 서방교회의 전통을 중시하던 고교회파와 종교개혁의 개신교 전통을 중시하는 저교회파가 존재하였다. 1833년 영국정부가 아일랜드에 있는 성공회 교구가 신도 수가 적으므로 통폐합하려 하자, 옥스퍼드 대학교 오리얼 칼리지의 교수였던 성공회 사제들이 이에 반대하면서 시작하였다.
1833년 케블(J. Keble)이 교회의 세속화에 대하여 <국민의 배교>(National Apostasy, 1833. 7. 14)라는 설교를 통해 비판, 이어 옥스퍼드 운동의 거장인 존 헨리 뉴먼(J.H. Newman)이 운동의 이념과 신학적 기초를 41권의 소책자에 실어 배포하면서 운동은 급진전하였고 1839년에 절정에 달하였다.
이들은 국가의 교회 간섭에 대항하여 교회의 독립성을 주장하고, 그 근거를 초대교회와 교부들의 전통에서 찾고자 하면서(사도적 교회) 교부들의 교회론과 교리 등을 새롭게 회복시키려 노력했으며 중세 교회에서 발전된 교리적 전통들에 대해서 상당한 의미를 부여하고 이와 함께 발전되었던 예전(전례)의 회복을 위해서 시대에 응답하는 소책자”(Tracts for Times)라는 소논문집에 담아 유포했기 때문에 이를 “소책자운동”(Tractarian Movement), 옥스퍼드 운동가들을 “소책자운동가”(Tractarian)이라고도 한다.
교회의 본질에 대한 깊은 연구, 초대교회와 교부들(신학과 예배)에 대한 관심, 성공회를 서방교회의 전통을 따르는 교회이며, 기독교의 전통이 되는 보편교회(공교회)로 이해하는 교회 이해도 옥스퍼드 운동의 중요한 내용이다.
하지만 성공회 저교회파는 이러한 주장을 이적행위라 공격하였고 결국 뉴먼이 천주교로 개종, 이후 영국 천주교회의 주교가 된다, 이에 급진적인 운동가 다수도 천주교로 개종하여 운동은 종결되었으나
남은 지도자들은 본인들의 사상을 “성공회-보편교회주의”(Anglo-Catholicism)로 발전시켜 성공회가 기본적으로 보편 교회(공교회)임을 천명하였다.

## 특징
19세기 중엽에 중산계층의 세력이 확대되자, 이들을 중심으로 기독교 자유주의가 확산됨에 따라, 고교회인들은 교회의 권위가 침해되는 것을 방지하고 오히려 고교회적 신학사상을 알리기 위한 문서(文書)운동을 전개했다. 그들의 목적은 고교회를 신학적 자유주의로부터 방어하고 오염된 자유주의의 영향을 정화하여 국가권력으로부터 해방시켜서 초대교회의 정신을 본받아 내면적으로 갱신하려고 했다.
1850년대 말에 이 운동으로부터 교회의 전통, 예전, 성례 등 고교회적 의식주의(Ritualism in the Church of England)가 더욱 고양되어 이후, 100주년 기념을 맞이하여 옥스포드 그룹을 중심으로 이 운동이 전개하였다. 옥스포드 운동은 종교개혁 이전의 교회의 전례미(典禮美)에 의거하여 제식(祭式)을 쇄신하고자 하는 의식주의에 빠짐으로서 예전의 본질적인 의미를 간과했다. 이후, 이들은 뉴먼(J.H. newman)을 편집책임자로 선임하여 "시대를 위한 책자"(Tracts for the Times)라는 소책자(pamphlet)를 발행하여 대중으로부터 많은 반향을 불러일으켜 "소책자운동"(Tractarianism)으로까지 불리게 되었다.
구성원 가운데 히브리어어 학자로 유명한 퓨지(E. Pusey, 1800~1882), 케블(J. Keble, 1792~1866) 등 핵심 구성원 중의 한 사람인 뉴먼은 영국 국교회를 떠나 대다수의 잉글랜드 성공회 사제들과 함께 천주교회로 다시 개종하였다. 옥스퍼드 운동을 주도한 영국국교회 지도자들은 영국 국교회가 국가권력으로부터 통제 가운데 자유롭지 못한 것에 반대하여, 교회의 전통, 예전, 성례를 더욱 강조했다.
교회의 본질에 대한 깊은 연구, 초대교회와 교부들(신학과 예배)에 대한 관심, 성공회를 교회 대분열 이전의 전통을 따르는 교회 즉, 보편교회(공교회)로 이해하는 교회 이해도 옥스퍼드 운동의 중요한 내용이다. 옥스퍼드 운동은 대한성공회의 성격형성에도 영향을 주었는데, 이는 한국에 성공회를 소개한 선교사들이 옥스퍼드 운동에 참여한 이들이었기 때문이다.
하지만 대한성공회에서도 존 스토트 신부, 앨리스터 맥그래스 신부 등의 복음주의 신학자들의 사상소개, 자생적인 복음주의 운동 발생으로 다양한 모습을 갖고 있다.

## 같이 보기
- 고교회파